# Richard Brodersen (Architekt)
Richard Brodersen (* 27. März 1880 in Gaarden bei Kiel; † 1968) war ein deutscher Architekt.

## Leben
Brodersen besuchte die Baugewerkschule Eckernförde und war anschließend als Architekt tätig. 1912 entwarf er die Friedhofskapelle in Bredstedt.
Im Jahr 1919 wurde sein Wettbewerbsentwurf für das Kurhaus Warnemünde prämiert, seinen H-förmigen Grundriss übernahm man für das erst später ausgeführte Bauprojekt. Seit 1929 war er Mitarbeiter des Marschenverbandes und gestaltete in der NS-Zeit maßgeblich die bauliche Gestaltung der neueingedeichten Köge mit. 1935/1936 wurde die von ihm entworfene Neulandhalle im Dieksanderkoog gebaut. Seit 1937 war er Landesbaurat.
Brodersen war überzeugter Anhänger des Nationalsozialismus, was sich auch in dem Zitat widerspiegelt:

„Auch für Schleswig-Holstein ist die Frage der Baukultur nicht nur eine Frage des Hausbaues, nicht eine Frage der Landschaft, sondern auch eine Rassen- und Stammesfrage!“

Nach 1945 wohnte er lange Zeit in Struckum.